# 珠溪镇
珠溪镇，是中华人民共和国重庆市大足区下辖的一个乡镇级行政单位。

## 歷史沿革
宣統元年置珠溪鄉，以「寶珠溪」為名。1958年為公社，1984年改鄉。1987年建三溪鎮，1993年合併珠溪鄉、玉灘鄉、三溪鎮置珠溪鎮。鎮治即原三溪鎮治，駐三溪場文昌街。2003年並沙壩鄉入，同時並村：並五岔路入小灘村，響水入玉灘村，上壩入雙灘村，槽坊入武勝村，王家坪入寶沖村，潮水入盤龍村，花碑入玉河村，石廟入涼水村，雙河入寶珠村，馬頸入官倉村，板力入白馬村，麻柳入八角村，滴水入老君村，自力入土門村，柏木入馬王村，磨河入下壩村，桃子入佛岩村，熊家坪村及正龍、文昌2居委未動。轄18村2居委，境域93.1平方公里。鎮治所在歷為區治。2011年仍轄18村，2社區。
1993年，珠溪鎮轄原三溪鎮和珠溪、玉灘鄉，2003年，沙壩鄉併入珠溪鎮。
- 三溪鄉（11）：麻柳村、八角村、板栗村、白馬村、官倉村、雙河村、寶珠村、涼水村、石廟村、馬頸村、玉河村
- 珠溪鄉（7）：滴水村、五岔路村、小灘村、土門村、老君村、自力村、雙灘村
- 玉灘鄉（9）：響水村、玉灘村、盤龍村、王家坪村、寶沖村、上壩村、槽坊村、武勝村、潮水村
- 沙壩鄉（7）：熊家坪村、佛岩村、桃子村、磨河山村、下壩村、馬王村、柏木村

## 行政区划
珠溪镇下辖以下地区：
文昌社区、正龙社区、小滩村、玉滩村、双滩村、武胜村、宝冲村、盘龙村、玉河村、凉水村、宝珠村、官仓村、白马村、八角村、老君村、土门村、马王村、下坝村、佛岩村和熊家坪村。

### 珠溪鎮2003年調整的區劃[5]
- 一、將原小灘村、五岔路村合併為一個村，名為小灘村；
- 二、將原響水村、玉灘村合併為一個村，名為玉灘村；
- 三、將原雙灘村、上壩村合併為一個村，名為雙灘村；
- 四、將原武勝村、槽坊村合併為一個村，名為武勝村；
- 五、將原寶沖村、王家坪村合併為一個村，名為寶沖村；
- 六、將原盤龍村、潮水村合併為一個村，名為盤龍村；
- 七、將原玉河村、花碑村合併為一個村，名為玉河村；
- 八、將原涼水村、石廟村合併為一個村，名為涼水村；
- 九、將原寶珠村、雙河村合併為一個村，名為寶珠村；
- 十、將原官倉村、馬頸村合併為一個村，名為官倉村；
- 十一、將原白馬村、板力村合併為一個村，名為白馬村；
- 十二、將原八角村、麻柳村合併為一個村，名為八角村；
- 十三、
- 十四、將原自力村、土門村合併為一個村，名為土門村；
- 十五、保留文昌居委會、正龍居委會，名為文昌社區居委會、正龍社區居委會。

### 沙壩鄉2003年調整的區劃[6]
- 一、將原柏木村、馬王村合併為一個村，名為馬王村。
- 二、
- 三、將原佛岩村、桃子村合併為一個村，名為佛岩村。
- 四、保留熊家坪村及原名。